# Фалєєв Іван Никифорович
Іва́н Ники́форович Фалієв (Іван Нечипорович Фалієв; Фаліїв; нар. 10 (22) вересня 1858, Київ — пом. 3 листопада 1924, Київ) — український вчений у галузі рибництва та раціонального рибальства, професор іхтіології.

## Життєпис
Народився в Києві, в сім'ї службовця. Закінчивши в 1876 р. військову гімназію, вступає до Петербурзького артилерійського училища, після закінчення якого 17 років завідував у Києві механічними майстернями військового відомства. З 1896 по 1912 рр. — керував господарською частиною в армійських підрозділах. У Києві І. Н. Фалієв проживав на Печерську, по вул. Великій Шиянівській, буд. 14.
У 1912 р. в чині полковника виходить у відставку. З 1914 по 1917 рр. Фалієв був начальником Служби київського трамвая. Військову діяльність Іван Никифорович поєднував з рибними справами. Ще з молодих літ він займався спортивною ловлею риби на Дніпрі. Тоді ж він звернув увагу на хижацьке виловлювання риби і згодом присвятив себе питанням раціонального рибальства. У 1910—1911 рр. він закінчує в Петербурзі, при Департаменті хліборобства Міністерства землеробства курси рибоводства, і з 1912 по 1916 рр. очолює рибний розплідник Південно-Західного краю. У листопаді 1913 р. І. Н. Фалієв бере участь у Всеросійській нараді з рибоводства, що відбувалася у Петербурзі.
У 1893 р. створює в Києві Київський відділ Російського імператорського товариства рибництва і рибальства (розповсюджував свою діяльність на чотири губернії — Київську, Волинську, Подільську і Чернігівську) і 26 років підряд фактично керував ним, займаючи посади беззмінного секретаря і зав. рибоводством.
Вперше в Україні за допомогою анкет (у чому йому велике сприяння надав почесний член відділу, начальник краю генерал-ад'ютант Трепов), залучивши до проведення анкетування поліцію, вивчив стан рибної справи в районі Дніпра. Необходимо відзначити, що з 19 питань анкети 3 стосувалися охорини рік і рибної фауни. Зібраний за допомогою анкетування і особистих бесід материал він опублікував у 1895 р. в чотирьох номерах журналу «Вестник рыбопромышленности» в капітальної статті «Днепровское рыбоводство». У ній він уперше в Україні поставив питання про створення рибних заповідників, розбивши іхтіофауну Дніпра на кілька категорій залежно від рідкості (прообраз Червоної книги), вимагав здійснити заходи по скороченню хижацького лову риби.
У 1895 р. у статті «Днепровское рыболовство» І. Н. Фалієв писав:
|  | Перший і, на мою думку, найважливіший захід, це - встановлення строків рибного лову на р. Дніпро. Строки повинні бути встановлені з таким розрахунком, щоб рибу не ловили під час її нересту. Через те, що протяжність Дніпра з півночі на південь досить значна, то, ймовірно, строки на ловлю риби в одній місцевості будуть трохи відрізнятися від строків у іншій, що лежить вище або нижче за течією ріки (...). Другий захід для підтримання природного риборозведення - це визнання деяких рибних угідь заповідними, тобто такими, в которих ніхто і ніколи не ловив би риби. Подібні місця при правильному виборі дали б, на мій погляд, значний приріст рибного багатства. Лоза і взагалі рослинність, що оточує заповідні озера або затоки, повинна бути недоторканою.Через певний проміжок часу ці заповідні місця, зарослі непрохідною лозою, притягли б для нересту масу риби, яка, користуючись зручним місцем і повним спокоєм, не тільки нерестилася б там, але і залишалася б на подальше, внаслідок чого збільшилося б число дорослих і міцних плідників, які в давнину ховалися у глибоких, укромних озерах. Само собою розуміється, що заповідні місця необхідно охороняти. Біля Києва є місця, придатні для перетворення на заповідні, а саме: 1) затока Лящівка, 2) озера Конча і 3) озера Заспа (...). Ще, як на міру охорони риби і разом з цим на укріплення берегів, можна вказати на дуже бажане збереження рослинності по берегах річок, заток і озер. Збирання ікри і знищення риби навесні за допомогою рушниці і ості повинні каратися. Щодо отруєння риби кукельваном можна побажати, щоб заборонялось не тільки труїти рибу, а й збирати таку другим особам, які не кидають отрути ... Звичайно, всі запропоновані мною заходи тільки тоді будуть мати сенс, коли за виконанням їх буде встановлений належний надзор. Ось приблизно всі ті заходи, виконання яких протягом 2-3 років вже помітним чином вплине на збільшення кількості риби в р. Дніпро. |

У висновку своєї статті Іван Никифорович з гіркотою дописав: «Багаторічні мої труди не привели до мети. Охочих ловити хорошу рибу було багато, а охороняти її не хотів ніхто».
Не без зусиль вченого озеро Конча під Києвом стало охоронятися з 1893 р. Пізніше Іван Никифорович згадував: «Охорона нересту на подібних улюблених нерестилищах риби має величезне значення для збереження рибних багатств, особливо в даний час — напередодні запровадження в життя нового рибного закону, як корисна міра для сприйняття цього закону. 20 років тому, коли я зробив доповідь у Київському відділі про рибальство на р. Дніпро і про заходи щодо підтримання його („Вестник рыбопромышленности“) і був обраний секретарем відділу, я доповів загальним зборам, що можу працювати з користю для рибоводства тільки в тому випадку, якщо дадуть відділу нерестилище біля озера „Конче“. Це було виконано, завдяки клопотанням покійного голови Товариства статс-секретаря Вешнякова. Я пишаюся подібним початком своєї діяльності, коли я 20 років тому виконав те, що на нинішній Нараді так гаряче відстоюється багатьма з присутніх тут…». Намагався Фалієв організувати охорону і іншого дніпровського нерестилища під Києвом — Вишенських озер.
14 травня 1919 р. за його пропозицією Кончу-Заспу було націоналізовано, а 29 грудня 1921 р. оголошено другим державним заповідником України. Першим директором рибного держзаповідника Конча-Заспа (до самої своєї смерті) був І. Н. Фалієв. За його пропозицією стали заповідними ставки графа Потоцького на Волині «Антоніни» Заславського повіту, однак цей об'єкт незабаром перетворився на звичайне рибне господарство. І. Н. Фалєєв пропонував також заповісти цінні в іхтіологічному плані ділянки на річках Прип'яті і Десні, що, однак так і не було зроблено.
Крім рибних заповідників, Фалієв створив і перші в Україні рибні господарства в Пущі-Водиці, під Козятином і в Києві на річці Либідь, де разводили форель і дзеркального коропа.
З жовтня 1918 р. І. Н. Фалієв очолює відділ рибоводства в Міністерстві землеробства (при УНР), готує з'їзд рибаків України, який не відбувся з політичних причин, працює в Наркомземі УРСР.
Незважаючи на своє погане здоров'я, важкий матеріальний стан, постійну зміну влади, складності часів громадянської війни, І. Н. Фалієв не полишає улюблену справу. Він входить до комітету з підготовки мисливського закону і комісію з охорони природи Міністерства землеробства УНР, займається розробкою перших в Україні правил рибальства і рибництва, які були затверджені вже при більшовиках, в червні 1919 р. Правилам заборонялися лов риби при допомозі отрут, вибухових речовин, стрільби з рушниці, густих сіток, неводів, за що накладався штраф не більше 3 тис. рублів з заміною арештом на строк не більше одного місяця .
Практичну діяльність з охорони і розведення риб Іван Никифорович успішно поєднував з викладацькою, читаючи лекції в Київському сільгоспінституті та Київському ветеринарно-зоотехнічному інституті.
З 1923 року — професор Київського ветеринарно-зоотехнічного інституту.
Помер І. Н. Фалієв 3 листопада 1924 р. від паралічу серця. Похований на одному з київських кладовищ.

## Створено з його ініціативи
З його ініціативи на території сучасної України були створені: перші розплідники для ставкової риби, рибні господарства і заповідники, «Фалієвський» водозлив, апарат для виведення осетрових риб у штучних водоймах.
За його ініціативи було створено державний заповідник дніпровської заплавини «Конча-Заспа» та організовано при ній дослідну станцію.

## Об'єкти, названі на честь Івана Фалієва
- Острів Фалєєва — дніпровський острів у Києві (координати: 50.295373, 30.642568)
- Дуб Івана Фалєєва — проектована пам'ятка природи місцевого значення в Конча-Заспі біля Києва (дуб черещатий віком 400 років)

## Публікації
- Фалеев И.H. Днепровское рыболовство // Вестник рыбопромышленности. — 1895. — № 1. — C. 1-22; № 2. — C. 61-74; № 3. — C. 130—155; № 4. — C. 185—201.
- Фалеев И.H. О нуждах рыболовства в районе деятельности Киевского отдела Императорского Российского Общества рыбоводства и рыболовства // Тp. сов. по рыбоводству, созванного при Департаменте земледелия в 1913 г. — 1915. — Ч. 2, вып. 2. — С. 66-94.
- Фаліїв I. Державний рибний заповідник «Антоніни» // Вісник сільськогосп. науки. — 1922. — № 4. -С. 182—183.
- Фаліїв I. Обслідування Державного рибного заповідника «Антоніни» // Там же. — 1923. — № 3-4. — С. 140—141.
- Фалеев И.H. Надежда еще не угасла // Укр. охот. вестник. — 1924. — № 3. — С. 24-26.
- Праці перев. з питань прикладної іхтіології.

## Про нього
- Борейко В. Е. Философы зоозащиты и природоохраны. — К.: КЭКЦ, 2012. — 179 с.
- Вісник Народного Міністерства земельних справ. — 1918. — № 2.
- Завістовський П. Пам'яті I.Н. Фалієва // Зб. праць держ. риб. заповідника «Конча-Заспа». — 1928. — № 1. — С. 7-10.
- Завістовський П. Стан рибальства на середній течії р. Дніпра, низових течіях рр. Прип'яти й Десни та його економічне значення // Там же. — С. 102—123.
- ОРЦНБ АH Украины, ф. 49 д. 186, лл. 1-20.
- Фалєєв І.H. // К.: УРЕ, 1964. — Т. 15. — С. 196.
- ЦГАВО Украины, ф. 27, оп. 17-л, д. 4499, лл. 1-3.
- Шарлемань М. Державний заповідник «Конча-Заспа» // Зб. праць держ. рибного заповідника «Конча-Заспа». — 1928. — № 1, стор. 11—23.
- Енциклопедія українознавства : Словникова частина : [в 11 т.] / Наукове товариство імені Шевченка ; гол. ред. проф., д-р Володимир Кубійович. — Париж — Нью-Йорк : Молоде життя, 1955—1995. — ISBN 5-7707-4049-3.
- Експерт [Архівовано 28 жовтня 2020 у Wayback Machine.]

## Виноски
1. 1 2   Фалєєв И. Н. Днепровское рыболовство // Вестник рыбопромышленности. — 1895. — № 1. — C. 1-22; № 2. — C. 61-74; № 3. — C. 130—155; № 4. — C. 185—201.
2. ↑  Фалєєв И. Н. О нуждах рыболовства в районе деятельности Киевского отдела Императорского Российского Общества рыбоводства и рыболовства // Тр. сов. по рыбоводству, созванного при Департаменте земледелия в 1913 г. — 1915. — Ч. 2, вып. 2. — С. 66-94.
3. ↑  ЗУ УРСР. — 1922. — Ч. 7, ст. 114
4. ↑  Обязательное постановление по рыбоводству и рыболовству на Украине // Сб. декретов, инструкций, правил, положений, постановлений и вообще циркулярных распоряжений по Нар. ком. земледелия Украины. — Киев. — 1919. — Ч. 2. — С. 81-83.
5. ↑  Збірник праць. Державний рибний заповідник «Конча-Заспа», 1929. — С 7. Архів оригіналу за 28 жовтня 2020. Процитовано 25 жовтня 2020.